# Marano (Parma)
Marano è una frazione del comune di Parma, appartenente al quartiere Cittadella.
La località è situata 9,68 km a sud del centro della città.

## Geografia fisica
La frazione sorge su un'altura fluviale posta sulla sponda destra del torrente Parma, in una zona ricca di sorgenti attraversata da sud a nord dal canale Maggiore.

## Origini del nome
Il toponimo della località deriva probabilmente da "marna", dal terreno presente nel sottosuolo del borgo.

## Storia
I primi insediamenti umani nella zona compresa tra Marano, Basilicanova e Martorano sono databili all'epoca delle terramare.
Il territorio risultava abitato anche in età romana; a tale periodo risale una piccola bilancia, rinvenuta nei pressi della località e conservata al museo archeologico nazionale di Parma.
La più antica testimonianza dell'esistenza di un centro abitato in epoca medievale risale al 953, quando la contessa Leigarda, figlia di Vifredo, donò ai canonici del Capitolo della Cattedrale di Parma una corte posta nella località di Corneto.
Grazie alla presenza di numerose sorgenti di acqua potabile, già nel XIII secolo la città di Parma iniziò a rifornirsi a Marano, tanto che nel 1255 il podestà cittadino emise un'ordinanza in merito all'utilizzo delle fonti. Tuttavia, a causa della vicinanza col torrente Parma, che in epoca remota sfociava nell'Enza attraversando le basse colline comprese tra Marano e Monticelli, il territorio risultava ancora in epoca medievale soggetto a frequenti inondazioni, come dimostrato dagli statuti promulgati nel 1266 e nel 1304 per il ripristino delle vie di comunicazione con la città.
Nel 1308 Giberto III da Correggio, Signore di Parma, assegnò ai Rossi, in cambio di un accordo di pace, i feudi di Marano, Beneceto e Borgo San Donnino. La tregua durò però soltanto pochi mesi, al termine dei quali Giberto cacciò da Parma i Rossi, che furono costretti a riparare a Borgo San Donnino a causa della rivolta degli abitanti di Beneceto e Marano.
Nel 1406 il duca di Milano Giovanni Maria Visconti, per mediazione di Ottobuono de' Terzi, investì ufficialmente il condottiero Guido Torelli dei feudi di Guastalla e Montechiarugolo; quest'ultimo comprendeva le terre di Marano, Martorano, La Villa, Monticelli, Basilicagoiano, Tortiano, Pecorile e Lesignano.
Nel 1417 Marano, Monticelli, Panocchia, Basilicanova, Felino e Vigatto furono depredate durante gli scontri tra le varie fazioni parmigiane.

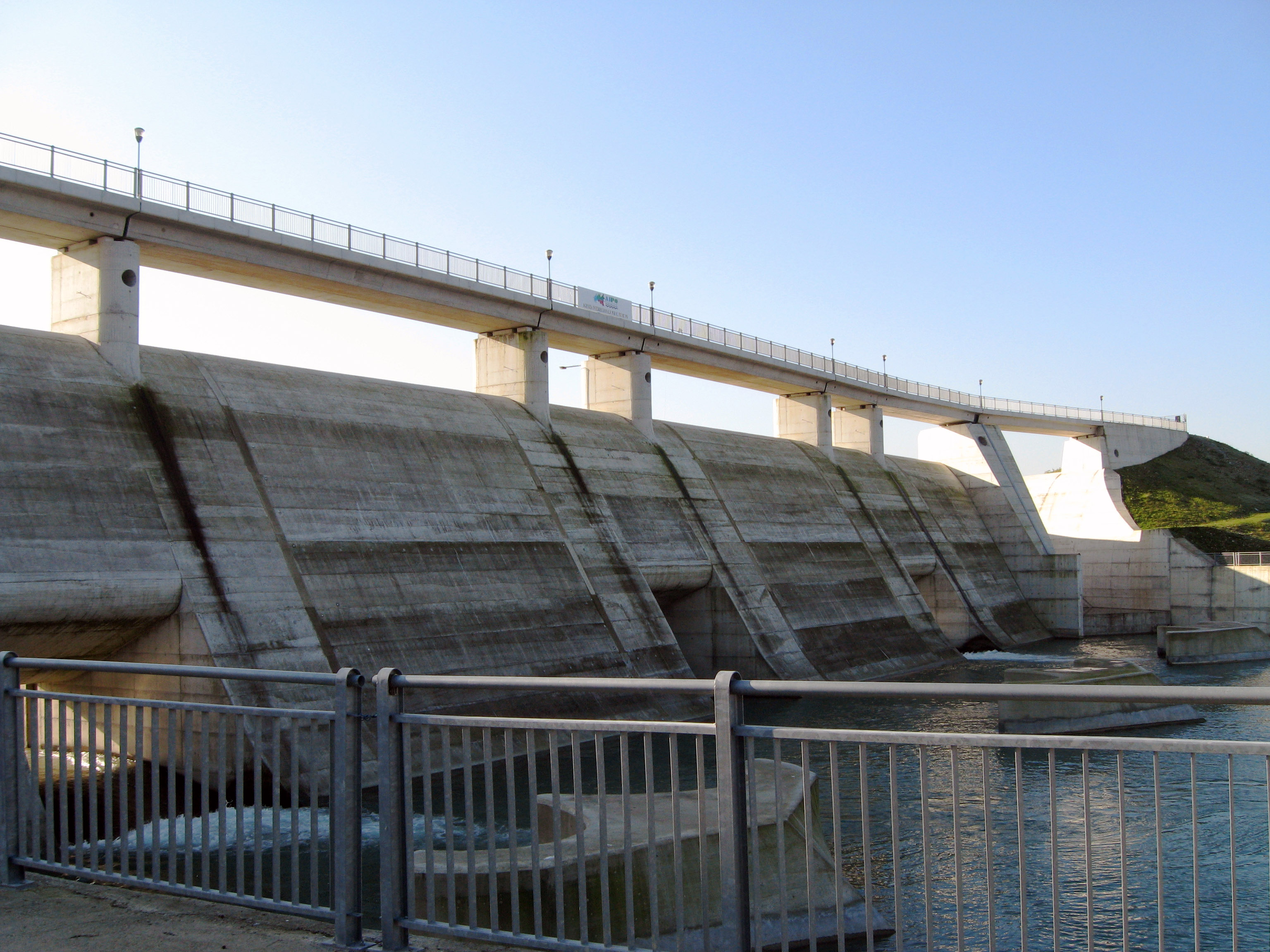
Manufatto regolatore della cassa di espansione

La contea di Montechiarugolo appartenne ai Torelli fino al 1612, quando l'ultimo conte Pio fu condannato a morte, insieme a numerosi altri nobili del Parmense, con l'accusa di aver partecipato alla presunta congiura dei feudatari ai danni del duca Ranuccio I Farnese, che confiscò tutti i suoi beni annettendo il feudo alla Camera ducale di Parma.
Nel 1630 la peste colpì duramente la popolazione di Marano, provocando la morte di quasi la metà degli abitanti. Sei anni dopo, il territorio fu devastato dall'esercito spagnolo, inviato a combattere contro il duca di Parma Odoardo I Farnese.
Per effetto dei decreti napoleonici, nel 1806 la località divenne frazione del nuovo comune (o mairie) di Marore, che fu sciolto nel 1870 e inglobato in quello di San Lazzaro Parmense, a sua volta assorbito da quello di Parma nel 1943.
Nel 1900 il sindaco di Parma Giovanni Mariotti fece realizzare un nuovo acquedotto per alimentare la città di Parma, attingendo l'acqua da fonti poste a poca distanza dal centro di Marano; l'infrastruttura affiancò per decenni l'acquedotto Farnesiano, che, realizzato per volere del duca Ottavio Farnese nel 1573, prelevava acqua potabile dalle sorgenti di Malandriano e rimase in funzione fino al 1994.
A partire dal 1988 furono avviati i lavori di realizzazione delle arginature della cassa di espansione sul torrente Parma nei pressi del centro di Marano; l'opera, estesa su una superficie di circa 136 ettari per un massimo volume di invaso di 14 000 000 m³ d'acqua, fu completata nel 2005 con la realizzazione del manufatto regolatore alto 24 m.

## Monumenti e luoghi d'interesse

### Chiesa della Purificazione di Maria Vergine

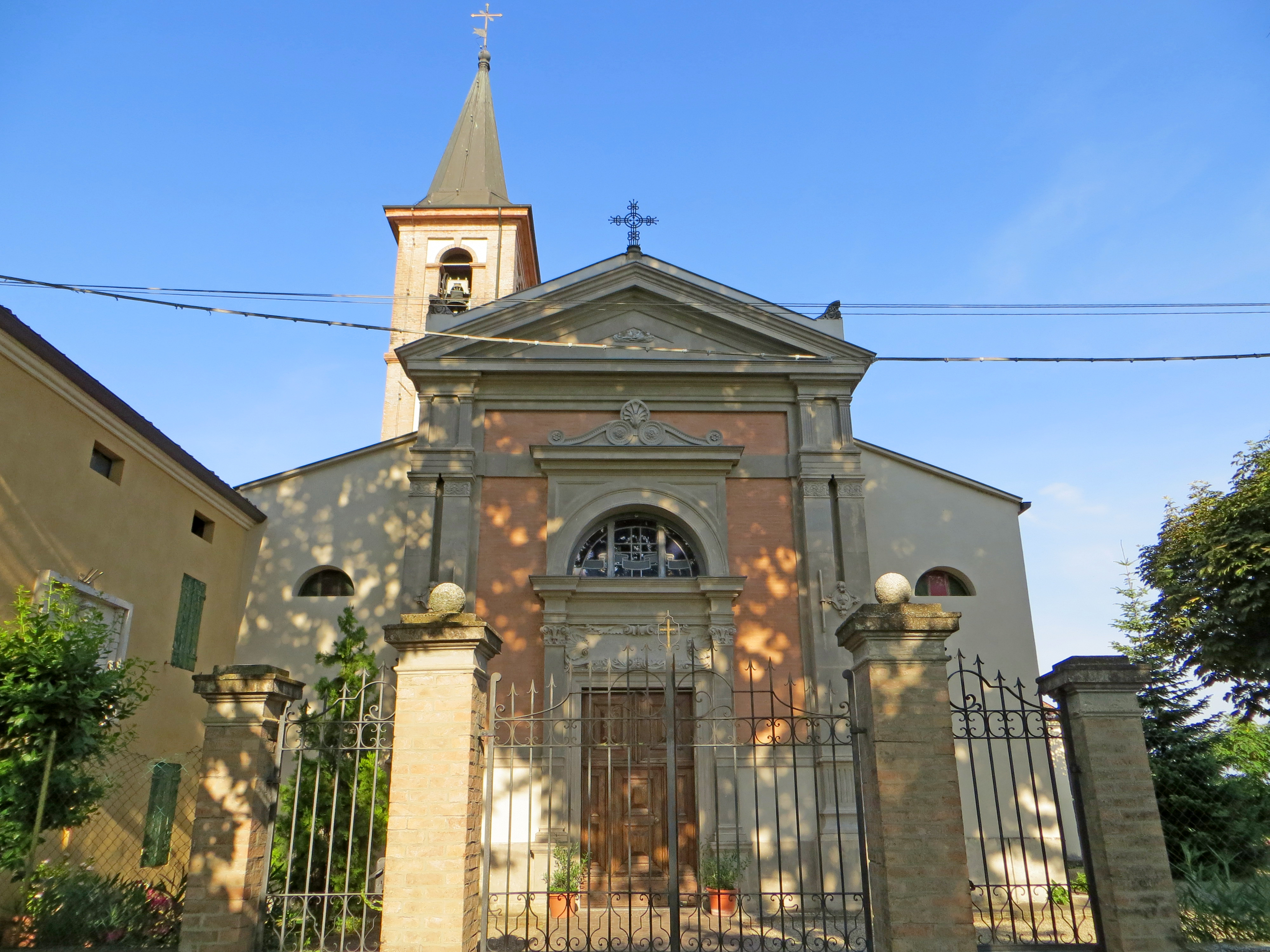
Chiesa della Purificazione di Maria Vergine

Menzionata per la prima volta nel 1141, la chiesa fu ampliata nel 1636 con l'aggiunta delle navate laterali; danneggiata dal terremoto del 1833, fu dotata di un nuovo campanile nel 1854; decorata internamente nel 1911, fu profondamente modificata nel 1920 su progetto dell'architetto Camillo Uccelli, che ricostruì la facciata in stile neorinascimentale e sostituì le navate laterali con sei cappelle neobizantine; lesionata dal sisma del 1971, fu restaurata negli interni nel 1973; danneggiata nuovamente dalle scosse telluriche del 2008 e del 2012, fu consolidata e ristrutturata tra il 2013 e il 2014; il luogo di culto conserva varie opere di pregio, tra cui alcuni dipinti e un organo del 1888 realizzato dalla ditta Angelo Cavalli.

### Villa Mondino
Costruita in località Corneto nella prima metà del XIX secolo per volere del basso-baritono Domenico Cosselli, la villa, che secondo la tradizione ospitò l'incisore Paolo Toschi, lo scrittore Pietro Giordani e i compositori Gaetano Donizetti, Gioacchino Rossini, Giuseppe Verdi e Vincenzo Bellini, alla morte del cantante nel 1855 passò alla moglie Emilia Scodellari; ereditata dalla famiglia Marinelli, fu in seguito acquistata da Arturo Magni, che la fece interamente restaurare e decorare; alienata dopo alcuni anni al nobile Pietro Biondi, fu trasmessa alla figlia Francesca, moglie di Umberto Mondino, indi al nipote Franco. L'edificio, sviluppato su una pianta rettangolare, si eleva su due livelli principali fuori terra scanditi da una fascia marcapiano, oltre al sottotetto; la lunga e simmetrica facciata presenta un'infilata di dodici finestre incorniciate. All'interno si accede all'atrio, coperto da una volta dipinta, che si apre sulla sala da pranzo e sullo scalone anch'essi tinteggiati in stile neoclassico; al piano superiore si trova all'estremità est un salone di 150 m², ornato sulle pareti e sul soffitto con affreschi raffiguranti una serie di paesaggi scanditi da finte colonne; l'ambiente è dominato da un grande camino in legno scolpito, su cui campeggia lo stemma della famiglia Magni. Intorno si sviluppa l'ampio parco, riccamente piantumato.

## Infrastrutture e trasporti
La frazione è attraversata dalla strada provinciale di Traversetolo, a ovest della quale è posizionato il centro più antico.